# Clubiona decora
Clubiona decora là một loài nhện trong họ Clubionidae.
Loài này thuộc chi Clubiona. Clubiona decora được John Blackwall miêu tả năm 1859.